# Round Island (Mahé)
Round Island (fr. Île Ronde) – niewielka wysepka w grupie Wysp Wewnętrznych archipelagu Seszeli, na terenie Morskiego Parku Narodowego Sainte Anne w bezpośrednim sąsiedztwie wyspy Mahé. W jej północno-zachodniej części ciągną się plaże, w większości jednak pokryte wodorostami, a morze jest tu na tyle płytkie, że utrudnia to swobodne pływanie. Dawniej wyspa była miejscem zsyłki dla kobiet chorych na trąd, obecnie we wzniesionych w tym celu budynkach mieści się restauracja.
Na Seszelach, w pobliżu wyspy Praslin jest też druga wyspa o identycznej nazwie leżąca na współrzędnych 4°20′28,59″S 55°47′23,81″E/-4,341275 55,789947